# 睾丸切除术
睾丸切除术，俗稱切蛋術或割蛋術，指去除单侧或双侧睾丸的手术。切除双侧睾丸的手术的经常称为双侧睪丸切除手术。睾丸切除术主要适用于睾丸肿瘤、严重睾丸损伤、前列腺癌、閹割手術、變性手術、司法刑罰等。
睾丸摘除术通过医学手段，摘除哺乳动物的睾丸。此手術方式為不可逆手術，一旦進行了便不可能再次回復懷孕的可能性。一般來說除非是腫瘤等問題，一般人類不太會選擇此方式進行絕育手術而選擇結紮的方式。通常是動物進行較多，較常見的為貓狗的睾丸摘除。

## 参看
- 宫刑
- 自宫
- 閹割
- 太監
- 半去势